# Aréthousa
Aréthousa är en ort i Grekland.   Den ligger i prefekturen Nomós Thessaloníkis och regionen Mellersta Makedonien, i den nordöstra delen av landet, 300 km norr om huvudstaden Aten. Aréthousa ligger 356 meter över havet och antalet invånare är 905.
Terrängen runt Aréthousa är huvudsakligen kuperad, men österut är den bergig. Runt Aréthousa är det ganska glesbefolkat, med 42 invånare per kvadratkilometer. Närmaste större samhälle är Asproválta, 10,5 km öster om Aréthousa. I omgivningarna runt Aréthousa växer i huvudsak blandskog.